# Aurora Saura
Aurora Saura Baicacoa (Cartagena, 11 de junio de 1949) es una poeta y profesora española.  

## Trayectoria
Nació en Cartagena y residió hasta su adolescencia en Alicante. Se licenció en Filología Románica en la Universidad de Murcia el año 1971. Dedicada profesionalmente a la docencia, ha sido catedrática de Lengua y Literatura de instituto hasta su jubilación. Empezó a escribir muy joven, aunque no lo hizo con regularidad hasta finales de los años setenta. Publicó su primera obra, Las horas, en la Editora Regional de Murcia.
Saura se encuentra entre las poetas más representativas surgidas a partir de 1980 en la Región de Murcia, como Juana J. Marín Saura (Alcantarilla, 1953), Emma Pérez Coquillat , u otros autores murcianos que también empezaron a publicar poesía en esta décaca como José Belmonte Serrano (Murcia, 1957) o Javier Marín Ceballos (Caravaca, 1955), entre otros.
De su poesía se ha destacado su originalidad y autenticidad, su introspección, contención y melancolía, así como su voluntad de conjugar tradición y ruptura.
Colabora regularmente en coloquios, lecturas poéticas, programas de radio, revistas literarias y festivales de poesía.

## Obra poética
Ha publicado los poemarios Las horas (1986), De qué árbol (1991), Retratos de interior (1998, reedición en 2014), Si tocamos la tierra (2012), Mediterráneo en versos orientales' -plaquette de haikus- (2015) y la antología Avivar el fuego (poemas 1980-2017) (2018) publicada por la editorial Renacimiento. Varios de sus poemas han sido recogidos en distintas antologías; las más recientes: Contra. Poesía ante la represión (2016) y Composición de lugar (2016).

## Reconocimientos
En 2002 fue incluida en la muestra promovida por el Instituto de la Mujer de la Región de Murcia "Mujeres relevantes de la Región de Murcia" junto a otras murcianas como las poetas María Cegarra y Dionisia García y las escritoras Carmen Conde y Lola López Mondéjar, entre otras. El año 2008 el Ayuntamiento de Murcia dio su nombre a una calle del barrio de Espinardo.
En 2021 Saura formó parte del proyecto «Huellas de Mujer. Cartagena en femenino», impulsado por la Concejalía de Igualdad del Ayuntamiento de Cartagena para visibilizar la trayectoria de cartageneras relevantes, entre las que se encontraban también las escritoras Teresa Arróniz y Bosch y Josefina Soria, la actriz Antera Baus y la maestra e investigadora Erna Pérez de Puig.